# Andreas Zendler
Andreas Zendler (* 12. August 1957 in Neuwied) ist ein deutscher Informatiker und Professor am Institut für Mathematik und Informatik der Pädagogischen Hochschule Ludwigsburg.

## Leben und Wirken
Andreas Zendler besuchte von 1968 bis 1977 das Goethe-Gymnasium Regensburg. Nach seinem Studium der Psychologie (Schwerpunkt: Experimentalpsychologie) und Philosophie an der Universität Regensburg arbeitete er als Forschungsassistent an dieser Universität (Versuchsplanung und Statistik) sowie an der Ludwig-Maximilians-Universität München. 1988 erfolgte die Promotion zum Dr. phil. in Experimentalpsychologie an der Universität Regensburg. Von 1985 bis 1990 studierte er Informatik an der Technischen Universität München und an der Universität Potsdam, wo er im Fachbereich Praktische Informatik 1997 zum Dr. rer. nat. promoviert wurde und sich im Jahr 2000 habilitierte.
2004 wurde er als Professor für Informatik und ihre Didaktik an die Pädagogische Hochschule Ludwigsburg berufen, wo er von 2011 bis 2016 auch Direktor des Instituts für Mathematik und Informatik war.
Zendler arbeitete in der Wirtschaft in verschiedenen Positionen: als Datenadministrator beim ADAC München (1987–1990), als Dozent für Softwaretechnik bei der HMT GmbH (1990–1991), als Chef-Berater im CASE-Tool-Bereich bei Softlab München (1991–1999) und als Management-Berater/Projektmanager im Bereich Life Science Informatik bei Helix Informatics/MGM GmbH in München (1999–2004). Außerdem war er von 2000 bis 2003 Mitglied der European IT Prize Executive Jury als Vertreter der Bundesrepublik Deutschland bei der EU-Aufgabe „Wahl der besten europäischen Softwareprodukte“.
Zendler beschäftigt sich seit 2017 mit dem Aufbau und der Realisierung des BA/MA-Studienfachs „Informatik (10 Module)“ an der Pädagogischen Hochschule Ludwigsburg.
Er ist Herausgeber der Zeitschrift Notes on Educational Informatics.

## Forschungsschwerpunkte
Zunächst lagen Zendlers Forschungsschwerpunkte auf den Gebieten Large Scale Software Engineering, Massendatenmanagement in der Bioinformatik, Softwareintegrationsplattformen, Objektorientierte Modellierungsmethoden und Multivariate Statistik. Heute forscht er hauptsächlich in den Bereichen Unterrichtsmethoden für den Informatikunterricht, Empirische Informatik und Data Science, Data-Mining.

## Veröffentlichungen (Auswahl)
- Konzepte, Erfahrungen und Werkzeuge zur Software-Wiederverwendung. Tectum Verlag, Marburg 1997, ISBN 978-3-89608-122-3
- mit S. Gastinger, W. Hesse, P. Kosiuczenko: Advanced concepts, life cycle models and tools for object-oriented software development. Hrsg.: Rudolf Haggenmüller, Tectum Verlag, Marburg 1997, ISBN 978-3-89608-927-4
- Multimedia development systems (with methods for modeling multimedia applications). TectumVerlag, Marburg 1998, ISBN 978-3-89608-928-1
- als Hrsg.: Unterrichtsmethoden für MINT-Fächer. Springer Fachmedien, Wiesbaden 2018, ISBN 978-3-658-22513-1
- als Hrsg.: Unterrichtsmethoden für den Informatikunterricht. Springer Verlag, Berlin 2018, ISBN 978-3-658-20674-1